# Yankton
Yankton es una ciudad ubicada en el condado de Yankton en el estado estadounidense de Dakota del Sur. En el Censo de 2010 tenía una población de 14.454 habitantes y una densidad poblacional de 660,44 personas por km². Se encuentra a la orilla del río Misuri, que la separa de Nebraska. 

## Geografía

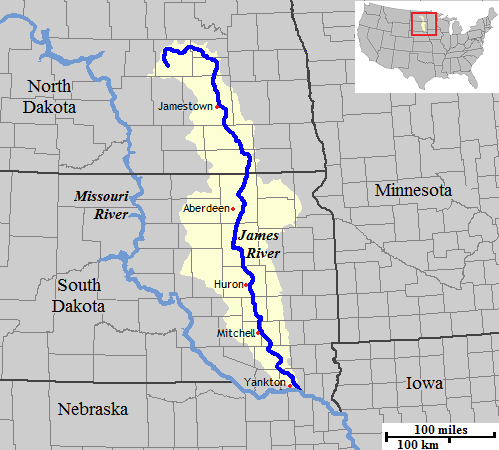
Mapa del río James en el que se ve, junto a su desembocadura en el río Misuri, Yankton

Yankton se encuentra ubicada en las coordenadas 42°53′23″N 97°23′34″O / 42.88972, -97.39278. Según la Oficina del Censo de los Estados Unidos, Yankton tiene una superficie total de 21.89 km², de la cual 21.26 km² corresponden a tierra firme y (2.84%) 0.62 km² es agua.

## Demografía
Según el censo de 2010, había 14.454 personas residiendo en Yankton. La densidad de población era de 660,44 hab./km². De los 14.454 habitantes, Yankton estaba compuesto por el 92.1% blancos, el 2.07% eran afroamericanos, el 2.26% eran amerindios, el 0.66% eran asiáticos, el 0.03% eran isleños del Pacífico, el 1.28% eran de otras razas y el 1.59% pertenecían a dos o más razas. Del total de la población el 3.42% eran hispanos o latinos de cualquier raza.